# Signe
Signe was een galerie/kunstencentrum, gevestigd in Heerlen.

## Geschiedenis
Het Heerlense Kunstencentrum Signe werd in 1985 opgericht door een driemanschap: grafisch ontwerper Piet Gerards (1950), fotograaf Gustaaf Begas (1944-2016) en architect Jan Teeken (1931-2001). Zij hadden zich eind jaren zeventig georganiseerd onder de naam AAP (Anarcho-Artistieke Produkties). AAP wilde een platform zijn voor ontwerpen en drukken, uitgeven en exposeren.
De naam Signe (teken) werd door Gerards vormgegeven in een logo dat ook als Singe (aap) gelezen kon worden. Hij was ook verantwoordelijk voor het ontwerp van uitnodigingen en affiches van een aantal tentoonstellingen.
In de eerste jaren opereerde Signe als een conventionele galerie met snel wisselende exposities. Na de verhuizing naar een grotere ruimte in 1988 veranderde het beleid onder leiding van Begas. Spraakmakend waren sindsdien grote museale projecten.
Gedurende enkele jaren bestierde Begas tevens een dependance in Aken (D).
Vanaf 2004 werd Signe door een nieuw bestuur voortgezet onder de naam kuS.

## Activiteiten
In Signe vonden tussen 1985 en 2004 meer dan 150 solo- of groepsexposities plaats. Enkele exposanten waren Piet Schoenmakers, Joseph Kerff, Jef Diederen, Gèr Lataster, Jo Coenen, Martha Laughs, Gaston Klein, Petri Klinkhamers, Francis Feidler, Bram van Velde, Kim Zwarts, Nieke Lemmens, Theo Lenssen, Ine Schröder, Alex Zeguers, Jos Berkers, Josien Brenneker, Joseph Quadackers en Ben Leenen. Daarnaast waren er lezingen, excursies, concerten en samenwerkingsprojecten met andere instellingen. Ben van Melick (1947) speelde hierin een belangrijke rol.
Vanaf 1994 organiseerde Begas in nauwe samenwerking met Piet Gerards en Joep Schreurs (1952-1999) museale activiteiten rond bewonderde kunstenaars. Bij vrijwel alle projecten verscheen een publicatie, uitgegeven door Uitgeverij Huis Clos.
- 1987 – Antiopee. Een cubistische promenade naar teksten van Guillaume Apollinaire
- 1994 – i10. Sporen van de avant-garde
- 1996 – Paul van Ostaijen
- 1996 – 12 grafisch ontwerpers (n.a.v. Rosbeek Typokalender)
- 1997 – De Verzegelde Tijd. Andrei Tarkovski
- 1998 – De Gaberbocchus Press van Stefan & Franciszka Themerson
- 2000 – De Portrettenfirma van S.I. Witkiewicz
- 2001 – John Hejduk. Fabriceren in je hoofd